# Gösseling
Gösseling ist eine Ortschaft in der Gemeinde St. Georgen am Längsee im Bezirk Sankt Veit an der Glan in Kärnten (Österreich). Die Ortschaft hat 73 Einwohner (Stand 1. Jänner 2025). Sie liegt auf dem Gebiet der Katastralgemeinde Gösseling.

## Lage
Die Ortschaft liegt im Süden des Bezirks Sankt Veit an der Glan, im Osten der Gemeinde Sankt Georgen am Längsee. Das Dorf liegt in Hanglage am Übergang von der Launsdorfer Senke nach Osten hin zum Brückler Bergland. Zur Ortschaft gehören auch einige Häuser am Ausgang des Elsgrabens (die Häuser im inneren Teil des Elsgrabens gehören hingegen zur Ortschaft Garzern) sowie der Hof Watscher, der 200 Höhenmeter über dem Dorf am Watscherkogel liegt.

## Geschichte
Ende des 11. Jahrhunderts lebte und starb hier Graf Kazelin. 1106 wurden Kazelins Gebeine aus dem damals zur Diözese Salzburg gehörenden Ort, der bei dieser Gelegenheit als Goztelich urkundlich erwähnt wird, nach Eberndorf in Südkärnten, wo daraufhin Stift Eberndorf gegründet wurde. Der Name Gösseling leitet sich vielleicht vom slawischen Personennamen Gostelz ab, bedeutet also Ort des Gostelz; andere leiten ihn von einem slawischen Wort ab, das Knochenstätte bedeutet. Zeitweise wurde der Name auch von den Goten hergeleitet.
Bis nach 1780 war der Ort Mittelpunkt einer Pfarre, ehe die Kirche St. Michael zu einer Filialkirche, zunächst von St. Johann bzw. Brückl, dann von Launsdorf, wurde.
Um 1840 wurde in der Süblerkeusche am Ausgang des Elsgrabens (heute Haus Gösseling Nr. 2) eine Schule eingerichtet. Die Schule wechselte dann in die Mentelekeusche; 1860 wurde ein neues Schul- und Mesnerhaus errichtet. Der Schulsprengel umfasste Ende des 19. Jahrhunderts neben Gösseling auch Pölling, Unterbruckendorf, Launsdorf, Wiendorf, Weindorf, Krainberg, Garzern und Teile von Gutschen.
Auf dem Gebiet der Steuergemeinde Gösseling liegend, gehörte der Ort in der ersten Hälfte des 19. Jahrhunderts zum Steuerbezirk Osterwitz. Seit Gründung der Ortsgemeinden im Zuge der Reformen nach der Revolution 1848/49 gehört Gösseling zur Gemeinde Sankt Georgen am Längsee.

## Bevölkerungsentwicklung
Für die Ortschaft ermittelte man folgende Einwohnerzahlen:
- 1846: 183 Einwohner[6]
- 1869: 29 Häuser, 180 Einwohner[7]
- 1880: 32 Häuser, 188 Einwohner[8]
- 1890: 24 Häuser, 184 Einwohner (davon 3 Häuser mit 20 Einwohnern im Elsgraben)[9]
- 1900: 28 Häuser, 202 Einwohner[10]
- 1910: 27 Häuser, 194 Einwohner[11]
- 1923: 26 Häuser, 155 Einwohner[12]
- 1934: 144 Einwohner[13]
- 1961: 30 Häuser, 184 Einwohner[14]
- 2001: 34 Gebäude (davon 28 mit Hauptwohnsitz) mit 35 Wohnungen; 81 Einwohner und 8 Nebenwohnsitzfälle; 32 Haushalte; 1 Arbeitsstätte, 11 land- und forstwirtschaftliche Betriebe[15]
- 2011: 37 Gebäude, 79 Einwohner, 35 Haushalte, 1 Arbeitsstätte[16]
- 2021: 37 Gebäude, 78 Einwohner, 34 Haushalte, 9 Arbeitsstätten[17]

## Persönlichkeiten
- Graf Kazelin, † um 1092.
- Simon Rainer (1862–1916), österreichischer Gutsbesitzer und Politiker